# Тукан строкатий
Тукан строкатий (Ramphastos dicolorus) — вид дятлоподібних птахів родини туканових (Ramphastidae).

## Поширення
Вид поширений в південній і східній частині Бразилії, на сході Болівії, Парагваю і на крайньому північному сході Аргентини. Мешкає в атлантичному лісі.

## Опис
Птах завдовжки 40-46 см, вагою 265—400 г. Дзьоб завдовжки 10 см. Верхня частина тіла чорна. Черево і круп червоні. Його груди помаранчеві обведені жовтим. Дзьоб переважно блідо-зеленувато-роговий.

## Спосіб життя
Живе під пологом лісу. Гніздиться в дуплах або на гілках дерев. Харчується плодами, безхребетними, а також яйцями і пташенятами. Самиця відкладає від 3 до 4 білих яєць, які інкубує протягом 16 днів. Пташенята залишаються з батьками 45-50 днів.